# Françoise Poirier-Coutansais
Pour les articles homonymes, voir Poirier.
Françoise Poirier-Coutansais, née le 18 avril 1926 à Montigny-sur-Avre et morte le 1er février 2007 à Cugand, est une archiviste et historienne française.

## Biographie
Françoise Poirier-Coutansais est la fille de Charles Poirier-Coutansais, propriétaire exploitant, et de Suzanne Pervinquière (fille de Léon Pervinquière).

### Études
En 1952, elle entre à l'École des chartes, dont elle sort diplômée en 1956 après avoir soutenu une thèse sur les abbayes bénédictines du Poitou du IXe siècle au début du XIIe siècle.

### Archiviste
Elle est nommée archiviste de la ville de Reims en 1956. Elle sera pas la suite directrice des Archives départementales de la Loire de 1960 à 1969 puis, de 1969 à 1990, des Archives départementales de Maine-et-Loire, première femme à occuper ce poste. 

### Prix académiques et littéraires
Prix du président Henri de Montégut-Lamorélie en 1956.
Médaille du concours des antiquités de la France de l'Académie des inscriptions et des belles-lettres à Françoise pour "Les abbayes bénédictines du diocèse de Reims", en 1975.

### Responsabilités et activités associatives
En 1971, Françoise Poirier-Coutansais devient la première femme présidente de l'Association des archivistes français. Elle est élue lors d'un renouvellement partiel du bureau à la suite de la démission de René Gandilhon qui devient inspecteur général.
Elle est notamment à l'origine d'une prise d'indépendance vis-à-vis de la direction des archives de France. En effet, elle décide de rendre indépendant la publication de l'association, la Gazette des archives.
Françoise Poirier-Coutansais est dès 1970 membre titulaire de l'Académie des sciences, belles-lettres et arts d’Angers. De 1982 à 2003, elle sera la première présidente de cette académie.
Enfin, elle est membre fondatrice de l'association généalogique de l'Anjou de 1973 à son décès en 2007.

## Publications
- Les Abbayes bénédictines du diocèse de Reims, 1974, 554 p..

- Guide des archives de Maine-et-Loire, 1978 (ISBN 978-2-86049-000-9).